# Ryka Aoki
Ryka Aoki é uma professora catedrática e autora norte-americana de romances, poesias e ensaios. Ela ensina inglês no Santa Monica College e estudos de gênero na Universidade Antioch.
O trabalho de Aoki inclui as coleções de poesia Seasonal Velocities e Why Dust Shall Never Settle Upon This Soul, junto com os romances He Mele a Hilo e Light From Uncommon Stars. Seu trabalho, Seasonal Velocities, foi finalista do prêmio de não ficção transgênero no 25.º Lambda Literary Awards em 2013. Sua poesia Why Dust Shall Never Settle Upon This Soul foi finalista do 28.º Prêmio Literário Lambda em 2016. Light From Uncommon Stars foi indicado ao Prêmio Hugo de Melhor Romance de 2022, e ao Prêmio Ray Bradbury de Ficção Científica, Fantasia e Ficção Especulativa do jornal Los Angeles Times de 2022 e recebeu o Prêmio Otherwise de 2021, apresentado na WisCon 46 em maio de 2023.

## Biografia
Nascida de pais nipo-americanos, Aoki cresceu no sul da Califórnia, no Vale de San Gabriel. Aoki estudou química na Universidade da Califórnia em Los Angeles, depois que seus pais inicialmente a desencorajaram de se tornar escritora. Ela é uma graduada universitária de primeira geração. Após se formar, Aoki passou um ano trabalhando como técnico de laboratório ambiental.
Aoki obteve seu título de Mestre em Belas Artes em escrita criativa pela Universidade Cornell e ganhou o Prêmio Universitário da Academia de Poetas Americanos. Ela foi homenageada pelo Senado Estadual da Califórnia por seu trabalho com Trans/Giving, uma série de performances de Los Angeles para indivíduos trans e genderqueer.
Aoki, que é uma mulher trans, disse que se esforça para não escrever apenas para outros leitores transgêneros, mas para suas famílias e outras pessoas em geral. Seu livro He Mele a Hilo foi criado para registrar a experiência comum havaiana. Além do livro, Aoki também escreveu um artigo para a Publishers Weekly. Ela espera que, ao escrever para um público em geral, em vez de apenas para pessoas trans, ela possa ajudar outras pessoas a verem as pessoas transgênero como humanas, ela escreveu: "Se um músico trans pode fazer o público chorar tocando Chopin, de que outra forma, senão como humano, ele pode ser considerado? E se um livro escrito por um asiático-americano trans queer pode fazer você pensar em suas próprias praias, seus próprios pores do sol ou na querida avó falecida que você tanto amou e com quem ainda se encontra falando, então que declaração mais poderosa de nossa humanidade comum pode haver?"
Em 2009, Aoki apareceu no documentário, Diagnosing Difference, dirigido pela cineasta Annalise Ophelian. No ano seguinte, ela apareceu em Riot Acts: Flaunting Gender Deviance in Music Performance, de Angelo Madsen Minax. Aoki foi creditada como escritora no filme de ficção científica de 2019, Transfinite.
Uma entrevista com Aoki foi apresentada no livro de 2014, Queer and Trans Artists of Color: Stories of Some of Our Lives, de Nia King, que foi nomeado um dos melhores livros de não ficção transgênero de 2014, The Advocate. Aoki fez uma turnê com o Tranny Roadshow e o Fully Functional Cabaret, criando um espaço de performance visível para pessoas trans em todo o país.
Em 2021, Aoki lançou Light from Uncommon Stars. Ela descreveu o livro como sendo em parte influenciado pela história de Ted Ngoy, o empresário cambojano-americano conhecido como o "Rei dos Donuts", afirmando que queria "abrir minha própria loja literária de donuts". Kirkus Reviews descreveu o livro como "cheio de descrições de dar água na boca sobre comida e meditações emocionantes sobre música". Escrevendo para Tor.com, Maya Gittelman descreveu Light from Uncommon Stars como "frequentemente uma alegria de ler... também frequentemente doloroso de ler", e sendo "escrito com profunda catarse, perdão quando é devido, e tanta, tanta esperança"; da mesma forma, Alana Joli Abbott descreveu o livro como "uma história incrivelmente poderosa de esperança e redenção" para Den of Geek.
Em 2023, ela também recebeu o prêmio Jim Duggins, PhD Outstanding Mid-Career Novelist Prize da Lambda Literary Foundation e recebeu um prêmio de cinco mil dólares.

## Vida pessoal
Aoki é faixa preta em judô, modalidade que começou a treinar aos nove anos de idade. Ela é uma ex-campeã nacional júnior de judô e atuou como treinadora principal de judô na Universidade Cornell e na UCLA. Em 2021, Aoki liderou o Supernova Martial Arts, um programa de autodefesa e artes marciais, e ministrou seminários de autodefesa no sul da Califórnia. Sobre o ensino de autodefesa, Aoki explicou:
"Sinto que todos merecem o máximo de segurança possível, mas muitas aulas de autodefesa quando comecei foram ministradas por pessoas cisgênero que não entendiam os vários problemas que uma mulher trans enfrentará, até mesmo o tipo de violência, que é completamente diferente."

## Obras publicadas
- Seasonal Velocities (em inglês), Ryka Aoki, 2012, ISBN 978-0-9851105-0-5
- He Mele a Hilo (em inglês), Imprensa Topside, 2014,
- Why Dust Shall Never Settle Upon This Soul (em inglês), biyuti publishing, 2015, ISBN 978-0-9919008-5-5
- Light From Uncommon Stars (em inglês), Tor Books, 2021, ISBN 978-1-250-78906-8